# Écoutez-moi
Écoutez-moi is een nummer van de Nederlandse zanger Claude uit 2024.
Claude zei over het nummer: "Vorige zomer speelde ik 'Écoutez-moi' al op een paar festivals en daar kreeg ik zulke leuke reacties op. Het is een heerlijk, vrolijk nummer, maar het is persoonlijker dan je denkt. De boodschap erachter is dat je ook met niets gelukkig kunt zijn. Ik heb de afgelopen maanden zelf erg genoten van het liedje en ben blij dat ik het nu kan delen en dat we er samen op kunnen dansen". "Ecoutez-moi" werd een hit in Nederland en werd NPO Radio 2 TopSong, 3FM Megahit en 538 Favourite. Het nummer bereikte de 14e positie in de Nederlandse Top 40.

## Tracklijst
Muziekdownload
1. "Écoutez-moi" - 2:39